# نظرية المجموعات المبسطة
نَظَرِيَةُ الْمَجْمُوعَاتِ الْمُبَسَّطَةِ هي واحدة من النظريات المتعددة للمجموعات التي تُستخدم في مناقشة أسس الرياضيات. يدعم المحتوى غير الرسمي لهذه النظرية كل من أوجه المجموعات الرياضية المألوفة في  الرياضيات المتقطعة (على سبيل المثال  مخططات فيين و الاستنتاج الرمزي حول  الجبر المنطقي)، والاستخدام اليومي لمفاهيم نظرية المجموعات في معظم الرياضيات المعاصرة.
وللمجموعات أهمية كبرى في الرياضيات، وفي الواقع يتم تعريف معظم الكيانات الرياضية، في المعالجات الرسمية الحديثة، (الأعداد، والعلاقات، والدوال الرياضية، إلخ.) من حيث المجموعات. ويمكن النظر إلى نظرية المجموعات المبسطة باعتبارها وسيلة نحو معالجات أكثر رسمية وكافية لأغراض متعددة.

## المتطلبات
وبموجب هذا المقال، فإن النظرية المبسطة هي نظرية غير رسمية، وهذه هي النظرية التي تستخدم اللغة الطبيعية لوصف المجموعات. ولا تخضع الكلمات و، أو، إذا... ثم، لا، لبعض، لكل لهذا التعريف الدقيق. ومن المفيد دراسة المجموعات ببساطة في مرحلة مبكرة من تعلم الرياضيات من أجل تطوير سهولة التعامل معها. وعلاوة على ذلك، يعد الاستيعاب المتين لمفاهيم المجموعات النظرية من وجهة نظر مبسطة مهمًا كمرحلة أولى في فهم الدافع وراء البديهيات الرسمية لنظرية المجموعات.
يطور هذا المقال النظرية المبسطة. ويتم تعريف المجموعات بشكل غير رسمي، كما يتم البحث في القليل من خصائصها. وتصف الروابط في هذا المقال نحو بديهيات محددة من نظرية المجموعات العلاقات بين المناقشة غير الرسمية هنا وتبسيط الحقائق والعلاقات الرسمية لنظرية المجموعات، ولكن لا توجد محاولة لتبرير كل ملاحظة على هذا الأساس. وقد كان أول تطور لـنظرية المجموعات مجرد نظرية للمجموعات المبسطة. قام بابتكارها جورج كانتور (Georg Cantor) في نهاية القرن التاسع عشر كجزء من دراسته لـالمجموعة غير المنتهية.
وكما تبين لاحقًا، فإن افتراض أنه بإمكان الفرد القيام بأي عملية على المجموعات بدون قيود يؤدي إلى مفارقات مثل مفارقة راسل (Russell) ومفارقة بيري (Berry). ويعتقد البعض أن نظرية جورج كانتور للمجموعات لا تقوم تلك المفارقات بتضمينها فعليًا (انظر فرابولي (Frápolli) 1991)، وتكمن الصعوبة الوحيدة في تحديد ذلك على وجه اليقين في أن كانتور لم يقدم تبسيطًا لحقائق هذا النظام. ولا جدال في أن، بحلول عام 1900، كانتور كان مدرِكًا لبعض من المفارقات ولم يعتقد أنها قد أضعفت نظريته. وقد قام كوتلب فريج (Gottlob Frege) بتبسيط نظرية ما بوضوح والتي يمكن فيها تفسير النسخة الرسمية لنظرية المجموعات المبسطة، وهي تلك النظرية الرسمية التي قام بيرتراند راسل (Bertrand Russell) بمناقشتها بالفعل عندما قدم مفارقته.
وقد تم تطوير نظرية المجموعات البديهية ردًا على هذه المحاولات المبكرة لدراسة نظرية المجموعات بهدف تحديد بدقة ما هي العمليات المسموحة ومتى تكون كذلك. وفي الوقت الحاضر، عندما تتحدث الرياضيات عن «نظرية المجموعات» كمجال فهي تعني عادةً نظرية المجموعات البديهية. وفي بعض الأحيان تتم الإشارة إلى التطبيقات غير الرسمية لنظرية المجموعات في المجالات الأخرى كتطبيقات «نظرية المجموعات المبسطة»، ولكن عادةً ما يتم فهمها بأنها مبرَرة من حيث النظام البديهي (عادةً نظرية زيرميلو–فرانكل للمجموعات (Zermelo–Fraenkel)).
إن نظرية المجموعات المبسطة ليست بالضرورة نظرية متضاربة، إذا قامت بشكل صحيح بتحديد المجموعات المسموح أخذها في الاعتبار. ويمكن القيام بذلك عن طريق وسائل التعريفات التي تعد بديهيات مفهومة ضمنًا. ويمكن القيام بذلك عن طريق جعل جميع البديهيات واضحة بشكل منتظم، كما هو الحال في الكتاب الشهير (نظرية المجموعات المبسطة) الذي كتبه بول هالموس، والذي يعد في الواقع إلى حد ما (ليس كليًا) عرضًا غير رسمي لـنظرية زيرميلو–فرانكل للمجموعات البديهية الاعتيادية. وهي توصف 'بالمبسطة' نظرًا لأن اللغة والرموز المستخدمة مأخوذة من الرياضيات غير الرسمية الاعتيادية، وأيضًا لأنها لا تتعامل مع اتساق أو شمولية النظام البديهي. ومع ذلك، يتم استخدام مصطلح نظرية المجموعات المبسطة أيضًا في بعض الأدبيات للإشارة إلى نظريات المجموعات التي بحثها فريج وكانتور، بدلاً من الإشارة إلى مثيلتها غير الرسمية من نظرية المجموعات البديهية الحديثة، كما يتطلب توخي الحذر لمعرفة أي معنى هو المقصود.

## المجموعات، والعناصر، والمساواة
تتصف المجموعة في نظرية المجموعات المبسطة بأنها مجموعة من الكيانات القابلة للتعريف بشكل جيد. تسمى هذه الكيانات بـعوامل أو عناصر المجموعة. ويمكن أن تكون هذه الكيانات: أعداد، أو أشخاص، أو مجموعات أخرى، إلخ. على سبيل المثال، يعد الرقم 4 عنصرًا في مجموعات جميع الأعداد الصحيحة الزوجية والفردية. وبشكل واضح، تعد مجموعة الأرقام الفردية والزوجية مجموعة كبيرة غير محدودة، ولا يوجد شرط بأن تكون المجموعة محدودة.
وإذا كان (x) عنصرًا من (A)؛ بالتالي يمكن القول إن (x) ينتمي إلى (A)، أو (x) يقع في (A). وفي هذه الحالة، نكتب x ∈ A.
(الرمز ∈ هو اشتقاق من الحرف اليوناني إبسيلون "ε" الذي قدمه بيانو (Peano) عام 1888.)
وأحيانًا يُستخدَم الرمز ∉ لكتابة x ∉ A، بمعنى أن «x لا يقع في A».
ويتم تعريف المجموعتين (A) و (B) على اعتبار أنهما متساويان عندما يحتويان على نفس العناصر بالضبط، بمعنى أن، إذا كان كل عنصر من (A) عنصرًا من (B) وكل عنصر من عناصر (B) هو عنصر من (A). (انظر بديهية الإضافة.) وبالتالي فإنه يتم تحديد المجموعة تمامًا عن طريق عناصرها، ولا يعد الوصف مهمًا. وعلى سبيل المثال، تعتبَر المجموعة التي تحتوي على الأرقام 2، و 3، و5 مساويةً للمجموعة التي تحتوي على جميع الأعداد الأولية الأقل من 6.
وإذا كانت المجموعتان (A) و (B) متساويتين، فإن ذلك يدل رمزيًا على A = B (كالمعتاد).
كما يمكن أيضًا السماح لـمجموعة خالية، غالبًا ما يشار إليها بـØ وأحيانًا بـ{\displaystyle \{\}}:، أن تكون مجموعة بدون أي عناصر على الإطلاق.
ونظرًا لأنه يمكن تحديد المجموعة تمامًا عن طريق عناصرها، فإنه يمكن أن يكون هناك مجموعة واحدة خالية. (انظر بديهية المجموعة الخالية.) لاحظ أن Ø ≠ {Ø}.